# Marichelle de Jong
Marichelle de Jong (Gouda, 31 januari 1978) is een voormalig Nederlands boksster, bokscoach en personal trainer. In haar carrière bokste ze 95 wedstrijden waarvan ze er 82 won, 12 verloor en 1 gelijk speelde. In 2012 stond ze eerste op de wereldranglijst.

## Jeugd
De Jong groeide op in Waddinxveen als dochter van een Rotterdamse vader en Molukse moeder. Op twaalfjarige leeftijd begon ze met de Koreaanse vechtsport Tang Soo Do, waarin ze verschillende nationale en internationale kampioenschappen won. De Jong volgde haar opleiding aan het Grafisch Lyceum in Rotterdam en is van huis uit grafisch vormgever.

## Bokscarrière
In 2002 begon De Jong met boksen. Dit leverde vrij snel goede resultaten op en al in 2005 haalde ze de kwartfinale bij het Europees Kampioenschap in haar gewichtsklasse onder de 66 kilo. In datzelfde jaar werd De Jong voor het eerst Nederlands Kampioen. Later zou ze nog vijf keer Nederlands kampioen worden. Doordat De Jong constant bij de beste acht boksers van Europa of van de wereld behoorde heeft ze sinds 2005 altijd een A-status of B-status toegewezen gekregen van het NOC*NSF. De Jong won haar eerste Europese medaille in 2007. In datzelfde jaar versloeg ze drievoudig wereldkampioen Mary Spencer uit Canada.
Aan het succes van De Jong leek een einde te komen toen ze in 2009 geopereerd moest worden aan haar schouder. Nadat ze een jaar niet had kunnen boksen was het de vraag of ze ooit nog haar weg terug naar de top zou kunnen vinden. Toch lukte het haar om in 2010 een sterke comeback te maken. Bij haar eerste toernooi pakte ze meteen de gouden medaille om vervolgens in hetzelfde jaar brons te winnen op zowel het EU-kampioenschap als op het wereldkampioenschap. Hierdoor lukte het De Jong om haar A-status weer terug te winnen. In 2012 won De Jong nogmaals een bronzen medaille op het wereldkampioenschap. De Jongs grootste prestaties zijn het winnen van het Europees kampioenschap in 2011 en het behalen van de eerste positie van de wereldranglijst in 2012.

### Belangrijke overwinningen
| Toernooi                 | Jaar                               | Medaille |
| ------------------------ | ---------------------------------- | -------- |
| Europees kampioenschap   | 2011                               | Goud     |
| Wereldkampioenschap      | 2010, 2012                         | Brons    |
| Europees kampioenschap   | 2007                               | Brons    |
| Nederlands kampioenschap | 2005, 2006, 2007, 2008, 2010, 2011 | Goud     |
| Witch Cup                | 2006, 2007                         | Zilver   |
| Witch Cup                | 2007                               | Goud     |
| Kreta                    | 2010                               | Goud     |
| EU 2010                  | 2010                               | Brons    |
| EU 2011                  | 2011                               | Zilver   |

### Olympische droom
Sinds de Olympische Spelen van 2012 is vrouwenboksen een Olympische sport. Bij deze Spelen konden vrouwen slechts in drie gewichtsklassen deelnemen, namelijk <51 kg, <60 kg, en <75 kg. Hoewel De Jong’s gewichtsklasse (<69) hier niet onder viel, wilde ze toch trainen voor de Olympische Spelen. Hiervoor moest ze in een hogere gewichtsklasse gaan trainen. Door haar succes op het wereldkampioenschap van 2010 (brons) en haar kansen op Europees goud in haar gewichtsklasse vroeg de Nederlandse Boksbond (NBB) Marichelle de Jong om pas na het Europees kampioenschap van 2011 te trainen voor de hogere Olympische gewichtsklasse. De Jong stemde hier in toe en sprak met de NBB af dat deze verlate overstap naar de Olympische gewichtsklasse niet zou leiden tot een achterstand op haar concurrent voor de Olympische kwalificatie. 
Mede door de komst van een nieuwe technisch directeur bij de NBB besloot de bond de afgesproken criteria-eisen te herzien. Hierdoor telden alleen wedstrijden in de gewichtsklasse <75 kg mee om te bepalen wie zich namens Nederland mocht proberen te kwalificeren. De Jong, wiens medailles in de <69 kg gewichtsklasse dus niet meetelden, vond deze gewijzigde afspraken niet eerlijk omdat dit haar concurrent zou bevoordelen. Nouchka Fontijn, de directe concurrent van De Jong, bokste al een geruime tijd in de gewichtsklasse <75 kilo en had daardoor meer punten behaald dan De Jong. De Jong besloot de eer aan zichzelf te houden en te blijven boksen in haar eigen gewichtsklasse. Uiteindelijk wist Fontijn zich niet te kwalificeren voor de Olympische Spelen, waardoor er geen Nederlandse boksers op de spelen vertegenwoordigd waren.

## Trainersactiviteiten
In 2012 moest De Jong stoppen met boksen omdat ze de maximale leeftijd van 35 jaar had bereikt. Bij haar afscheid ontving ze uit handen van de Rotterdamse burgemeester Aboutaleb de Bep van Klaveren Memorial Prijs. Ze volgde vervolgens de opleiding van de NBB tot bokstrainer en is gekwalificeerd personal trainer. De Jong richt zich voornamelijk op het coachen en trainen van personen uit het bedrijfsleven. Verder is ze ook actief als assistent-bondscoach bij het damesboksen. Als lid van de atletencommissie van het NOC*NSF zet ze zich in voor de belangen van de boksers die in 2016 naar de Olympische Spelen in Rio de Janeiro gaan. In november 2017 richtte De Jong haar eigen boksschool TYR Boxing in Rotterdam Ommoord op. Begin 2025 is Marichelle de Jong benoemd tot bondscoach van de Nederlandse Dames Boks selectie.